# Alan Turing: The Enigma
Alan Turing: The Enigma é uma obra biográfica escrita por Andrew Hodges e lançada em 1983, que conta a história do lógico, matemático e pioneiro da ciência da computação Alan Turing (1912–1954). Em 2014, o filme The Imitation Game foi realizado sob a história deste livro.
O livro recebeu inúmeras avaliações de críticos importantes, incluindo The Guardian, The Independent, Los Angeles Times, Nature, New Statesman, New Yorker, New York Times, Notices of the American Mathematical Society, Sunday Times, Time Out, Times Literary Supplement, Wall Street Journal.